# Standaardstations van de Staatsspoorwegen
Tussen 1860 en 1873 werden langs de door de Staat der Nederlanden aangelegde spoorlijnen vele stationsgebouwen volgens een standaardmodel gebouwd. Vanaf 1863 werden de meeste geëxploiteerd door de Maatschappij tot Exploitatie van Staatsspoorwegen (SS), alleen de lijn Den Helder – Amsterdam kwam bij de HIJSM in exploitatie. De stations werden gebouwd door de overheidsdienst Rijkswaterstaat, men spreekt dan ook wel van Waterstaatstations. Standaardisatie had als doel het verhogen van het bouwtempo en het goedkoper bouwen, maar beantwoordde tevens aan de wens om de uitstraling van de gebouwen langs het spoor te uniformeren.
De indeling in klassen betrof de grootte van het station. De klasse was gerelateerd aan het aantal inwoners van de plaats waar het station zou komen. Het type SS eerste klasse was het grootste model, bestemd voor grotere provinciesteden. Type SS vijfde klasse was het kleinste model. De architect was de spoorweg-ingenieur Karel Hendrik van Brederode.
Totaal werden 96 stationsgebouwen volgens de diverse standaardtypen gebouwd. Hiervan zijn er nu nog 26 aanwezig. Hieronder een overzicht van de gebouwen verdeeld naar type:

## Overzicht van de gebouwen

### Type SS "eerste klasse"
Deze stations zijn ontworpen door architect Nicolaas Johannes Kamperdijk. Er zijn twee stations gebouwd, beide zijn nog aanwezig:
| Bouw | Naam              | Plaats    | Bijzonderheden | Afbeelding |
| ---- | ----------------- | --------- | -------------- | ---------- |
| 1866 | Station Zwolle    | Zwolle    |                |            |
| 1870 | Station Dordrecht | Dordrecht |                |            |

### Type SS "tweede klasse"
Hiervan is er één station gebouwd, maar dit is gesloopt.
| Bouw | Naam            | Plaats  | Bijzonderheden   | Afbeelding |
| ---- | --------------- | ------- | ---------------- | ---------- |
| 1863 | Station Zutphen | Zutphen | Gesloopt in 1952 |            |

### Type SS "derde klasse"
Het standaardstation SS derde klasse bestond uit een langwerpig gebouw met een hoge middenrisaliet van twee verdiepingen. Op de begane grond hadden de deuren en vensters van de middenrisaliet en de vleugels rondbogen, op de eerste verdieping van de risaliet waren dit segmentbogen. Hiervan zijn er negen gebouwd, vijf zijn er nog aanwezig.
| Bouw | Naam               | Plaats     | Bijzonderheden                       | Afbeelding |
| ---- | ------------------ | ---------- | ------------------------------------ | ---------- |
| 1862 | Station Tilburg    | Tilburg    | Gesloopt in 1961                     |            |
| 1862 | Station Den Helder | Den Helder | Gesloopt in 1958                     |            |
| 1863 | Station Harlingen  | Harlingen  |                                      |            |
| 1863 | Station Leeuwarden | Leeuwarden | Verbouwd in 1890, 1904 en 1924       |            |
| 1864 | Station Alkmaar    | Alkmaar    | Verbouwd in 1879, 1908, 1929 en 1959 |            |
| 1864 | Station Eindhoven  | Eindhoven  | Gesloopt in 1912                     |            |
| 1865 | Station Winschoten | Winschoten |                                      |            |
| 1865 | Station Steenwijk  | Steenwijk  | Gesloopt in 1971-1972                |            |
| 1872 | Station Middelburg | Middelburg |                                      |            |

### Type SS "vierde klasse"
Het standaardstation SS vierde klasse bestond uit een rechthoekig gebouw van twee verdiepingen. De zijgevels en het middendeel hadden puntgevels. In het middendeel bevonden zich drie rondboogvensters.
Hiervan zijn er vijftien gebouwd, zeven zijn er nog aanwezig
| Bouw | Naam                | Plaats      | Bijzonderheden                                 | Afbeelding |
| ---- | ------------------- | ----------- | ---------------------------------------------- | ---------- |
| 1862 | Station Roermond    | Roermond    | Vergroot in 1864                               |            |
| 1862 | Station Sittard     | Sittard     | Gesloopt in 1922-1923                          |            |
| 1863 | Station Delden      | Delden      |                                                |            |
| 1863 | Station Goor        | Goor        |                                                |            |
| 1863 | Station Lochem      | Lochem      |                                                |            |
| 1863 | Station Oisterwijk  | Oisterwijk  |                                                |            |
| 1863 | Station Boxtel      | Boxtel      | Vergroot in 1890. Gesloopt in 1998             |            |
| 1863 | Station Franeker    | Franeker    | Gesloopt in 1974                               |            |
| 1863 | Station Feanwâlden  | Veenwouden  | Gesloopt in 1973                               |            |
| 1864 | Station Buitenpost  | Buitenpost  | Gesloopt in 1973                               |            |
| 1864 | Station Helmond     | Helmond     | Vergroot in 1876 en 1911. Gesloopt in 1986     |            |
| 1865 | Station Scheemda    | Scheemda    |                                                |            |
| 1865 | Station Wolvega     | Wolvega     |                                                |            |
| 1865 | Station Dedemsvaart | Dedemsvaart | Vergroot in 1893. Gesloopt in 1952             |            |
| 1868 | Station Goes        | Goes        | Vergroot in 1873, 1902, 1914. Gesloopt in 1980 |            |

### Type SS "vijfde klasse"
Het standaardstation SS vijfde klasse bestond uit een middendeel met twee korte vleugels. Zowel het middendeel als de vleugels hadden een puntgevel. De beide vleugels sprongen aan de straatzijde enigszins en aan de perronzijde sterk terug. De meeste van deze stations zijn rond 1914-1915 vergroot door het middendeel te verhogen en lage zijvleugels aan te bouwen. Er zijn 38 van deze stations gebouwd; hiervan zijn nog negen aanwezig.
| Bouw | Naam                       | Plaats           | Bijzonderheden                                                                   | Afbeelding |
| ---- | -------------------------- | ---------------- | -------------------------------------------------------------------------------- | ---------- |
| 1862 | Station Echt               | Echt             | Vergroot 1884, verhoogd 1911                                                     |            |
| 1862 | Station Maasbracht         | Maasbracht       | Door brand verwoest in 1899                                                      |            |
| 1862 | Station Wouw               | Wouw             | Gesloopt in 1961                                                                 |            |
| 1862 | Station Anna Paulowna      | Anna Paulowna    | Vergroot in 1872. Verdieping gesloopt in de jaren 40/50. In 1961 geheel gesloopt |            |
| 1862 | station Noord Scharwoude   | Noord Scharwoude | Vergroot in 1872. Gesloopt in 1954                                               |            |
| 1862 | Station Heerhugowaard      | Heerhugowaard    | Vergroot in 1872. Gesloopt in 1967                                               |            |
| 1862 | Station Schagen            | Schagen          | Vergroot 1866 en 1907. Gesloopt in 1967                                          |            |
| 1862 | Station Bunde              | Bunde            | Vergroot in 1911. Gesloopt in 1964                                               |            |
| 1862 | Station Susteren           | Susteren         | Vergroot in 1911. Gesloopt in 1975                                               |            |
| 1862 | Station Velp               | Velp             | Verhoogd in 1914. Gesloopt in 1973                                               |            |
| 1862 | Station Dieren             | Dieren           | Verhoogd in 1914. Verwoest bij bombardement in 1944                              |            |
| 1862 | Station Brummen            | Brummen          | Verhoogd in 1914. Gesloopt in 1970                                               |            |
| 1862 | Station Beek-Elsloo        | Beek             | Vergroot in 1885, verhoogd in 1911. Gesloopt in 1975                             |            |
| 1862 | Station Gilze-Rijen        | Rijen            | Vergroot 1893, verhoogd in 1907. Gesloopt in 1915.                               |            |
| 1863 | Station Kapelle-Biezelinge | Kapelle          | Vergroot in 1907, verhoogd in 1916                                               |            |
| 1863 | Krabbendijke               | Krabbendijke     | Vergroot in 1916                                                                 |            |
| 1863 | Station Kruiningen-Yerseke | Kruiningen       | Vergroot in 1890 en 1902                                                         |            |
| 1863 | Station Laren-Almen        | Laren            | Verhoogd in 1914                                                                 |            |
| 1863 | Station Markelo            | Markelo          | Vergroot in 1914, verhoogd in 1914                                               |            |
| 1863 | Station Reuver             | Reuver           | Vergroot in 1911, in 1995 ongedaan gemaakt                                       |            |
| 1863 | Station Swalmen            | Swalmen          | Vergroot in 1911                                                                 |            |
| 1863 | Station Gorssel            | Gorssel          | Vergroot en verhoogd in 1914. Gesloopt in 1963                                   |            |
| 1863 | Station Dronryp            | Dronryp          | Vergroot 1868 en 1899, verhoogd in 1915. Gesloopt in 1973                        |            |
| 1863 | Station Grijpskerk         | Grijpskerk       | Vergroot in 1870. Gesloopt in 1881.                                              |            |
| 1863 | Station Hardegarijp        | Hardegarijp      | Vergroot 1891, verhoogd 1915. Gesloopt in 1964                                   |            |
| 1863 | Station Zuidhorn           | Zuidhorn         | Vergroot in 1869 en 1891, verhoogd in 1915. Gesloopt in 1975                     |            |
| 1863 | Station Tegelen            | Tegelen          | Vergroot 1892 en 1904, verhoogd in 1911. Gesloopt in 1974                        |            |
| 1863 | Station Woensdrecht        | Woensdrecht      | Vergroot en verhoogd in 1916. Verwoest in 1944                                   |            |
| 1863 | Station Langeweg           | Langeweg         | Vergroot in 1907. Gesloopt in 1937                                               |            |
| 1864 | Station De Steeg           | De Steeg         | Verhoogd in 1914. Gesloopt in 1961                                               |            |
| 1864 | Station Deurne             | Deurne           | Vergroot 1892, verhoogd 1913. Verbouwd in 1965. Gesloopt in 1976                 |            |
| 1864 | Station Nuenen-Tongelre    | Nuenen           | Vergroot en verhoogd in 1906. Gesloopt in 1972                                   |            |
| 1864 | Station Best               | Best             | Vergroot in 1882, verhoogd rond 1914. Gesloopt in 1975                           |            |
| 1865 | Station Staphorst          | Staphorst        | Vergroot in 1908, verhoogd rond 1914. Gesloopt in 1970                           |            |
| 1866 | Station Castricum          | Castricum        | Vergroot in 1912. Gesloopt in 1969                                               |            |
| 1864 | Station Horst-Sevenum      | Hegelsom         | Vergroot in 1870, verhoogd in 1915                                               |            |

### Vernieuwde uitvoering "derde klasse"
Hiervan zijn er twaalf gebouwd, Meppel en Zuidbroek zijn nog aanwezig.
| Bouw | Naam                         | Plaats              | Bijzonderheden                | Afbeelding |
| ---- | ---------------------------- | ------------------- | ----------------------------- | ---------- |
| 1865 | Station Zuidbroek            | Zuidbroek           | Vergroot 1912, verkleind 1959 |            |
| 1865 | Station Meppel               | Meppel              |                               |            |
| 1865 | Station Hoogezand-Sappemeer  | Hoogezand-Sappemeer | Gesloopt in 1989              |            |
| 1865 | Station Enschede             | Enschede            | Gesloopt in 1950              |            |
| 1866 | Station Hengelo              | Hengelo             | Gesloopt in 1899              |            |
| 1867 | Station Bad Nieuweschans     | Bad Nieuweschans    | Gesloopt in 1973              |            |
| 1867 | Station Krommenie-Assendelft | Krommenie           | Gesloopt in 1930              |            |
| 1867 | Station Wormerveer           | Wormerveer          | Gesloopt in 1978              |            |
| 1867 | Station Koog-Zaandijk        | Koog aan de Zaan    | Gesloopt in 1930              |            |
| 1867 | Station Zaandam              | Zaandam             | Gesloopt in 1983              |            |
| 1868 | Station Assen                | Assen               | Gesloopt in 1988              |            |
| 1868 | Station Heerenveen           | Heerenveen          | Gesloopt in 1983              |            |
| 1868 | Station Hoogeveen            | Hoogeveen           | Gesloopt in 1984              |            |

### Gewijzigde uitvoering "vierde klasse" (type Zaltbommel)
Hiervan werden er acht gebouwd, Vught en Arnemuiden zijn behouden.
| Bouw | Naam                | Plaats                  | Bijzonderheden                           | Afbeelding |
| ---- | ------------------- | ----------------------- | ---------------------------------------- | ---------- |
| 1866 | Station Vught       | Vught                   |                                          |            |
| 1868 | Station Zaltbommel  | Zaltbommel              | Gesloopt in 1984                         |            |
| 1868 | Station Hedel       | Hedel                   | Gesloopt in 1950                         |            |
| 1870 | Station Barendrecht | Barendrecht             | Gesloopt in 1973                         |            |
| 1870 | Station IJsselmonde | IJsselmonde (Rotterdam) | Gesloopt in 1940                         |            |
| 1871 | Station Arnemuiden  | Arnemuiden              | Kleinere uitvoering van dit stationstype |            |
| 1872 | Station Zwijndrecht | Zwijndrecht             | Gesloopt in 1894                         |            |

### Gewijzigde uitvoering "vijfde klasse" (type Houten)
Hiervan zijn er zes gebouwd, alleen het stationsgebouw van Houten bestaat nog.
| Bouw | Naam                        | Plaats              | Bijzonderheden               | Afbeelding |
| ---- | --------------------------- | ------------------- | ---------------------------- | ---------- |
| 1866 | Station Houten              | Houten              | In 2007 150 meter verplaatst |            |
| 1866 | Station Waardenburg         | Waardenburg         | Gesloopt in 1973             |            |
| 1866 | Station 's-Heer Arendskerke | 's-Heer Arendskerke | Gesloopt in 1963             |            |
| 1867 | Station Schalkwijk          | Schalkwijk          | Gesloopt in 1964             |            |
| 1867 | Station Culemborg           | Culemborg           | Gesloopt in 1974             |            |
| 1867 | Station Geldermalsen        | Geldermalsen        | Gesloopt in 1884             |            |